# Jean Portante
 (novembre 2017).
Si vous disposez d'ouvrages ou d'articles de référence ou si vous connaissez des sites web de qualité traitant du thème abordé ici, merci de compléter l'article en donnant les références utiles à sa vérifiabilité et en les liant à la section « Notes et références ».
Jean Portante est un écrivain francophone, poète et traducteur luxembourgeois d'origine italienne, né le 19 décembre 1950 à Differdange, ville minière du Grand-Duché.

## Biographie
Jean Portante naît peu après l'arrivée de ses parents italiens au Luxembourg. Son enfance, relatée dans son roman Mrs Haroy ou la mémoire de la baleine, est marquée par cette double appartenance, ou plutôt par une double non-appartenance, puisque comme chaque voyageur, il a très tôt le sentiment d'être citoyen de nulle terre. À l’instar de la baleine, ce mammifère ayant décidé d’émigrer vers les eaux des océans, il sait qu’il n’appartient ni à la terre quittée ni à celle rejointe.[réf. nécessaire] Toute son œuvre, riche d’une trentaine de titres, est imprégnée de ce leitmotiv thématique. En outre, ses œuvres, écrites en français, participent, par cette langue même, du déracinement. Le français est, pour Jean Portante, une langue à l’extérieur de son binôme Italie-Luxembourg, une langue apprise, apprivoisée, mais qui reste sans cesse à conquérir. L'écrivain déclare à son sujet que c’est une « étrange langue » (c’est d'ailleurs le titre d’un de ses recueils de poésie, couronné en France par le prix Mallarmé), dans la mesure où elle reflète la petite tour de Babel de la maison familiale de son enfance où l’on parlait à la fois italien et luxembourgeois, mais parfois aussi le français. Dans l’entrelacs linguistique du Luxembourg, où les enfants sont alphabétisés en allemand, cela ne peut déboucher, dans l’écriture, que sur cette « étrange langue », ou « langue baleine », pour reprendre une expression de l'auteur : c’est-à-dire une langue qui a l’aspect du français (comme la baleine ressemble à un poisson), mais dans laquelle respirent (comme le poumon de la baleine) la langue italienne et les autres idiomes du territoire. L’écriture de Jean Portante devient ainsi un incessant voyage d’une langue à l’autre, ce qui permet, dans sa poésie surtout, de « néologiser », donc d’« étrangéiser » la langue française. Jean Portante parle aussi d’« effaçonner » (un autre titre d’un de ses recueils). Il s’agirait alors, tout en façonnant l’écriture, de l’effacer, afin que surgisse la langue véritable. L’œuvre poétique de Jean Portante est un lent « effaçonnement », alors que, dans ses romans, il mêle histoire, autobiographie et fiction, pour dénouer les pièges de la mémoire, de l’identité, de l’enracinement, des migrations, thèmes centraux de ses livres.
Jean Portante est venu à l'écriture à l’âge de 33 ans. Avant, il étudie en France, à Nancy, et est tour à tour agitateur dans la foulée de mai 68 et professeur de français. En 1983, alors qu’il écrit son premier recueil de poèmes, Feu et Boue, il s’installe à Paris. De longs séjours en Amérique latine le familiarise avec la langue espagnole et, parallèlement à son travail d’écriture, il développe depuis plus de vingt ans une activité de traducteur (notamment de Juan Gelman), mais aussi de Gonzalo Rojas et de dizaines de voix poétiques de langue espagnole, allemande, anglaise ou luxembourgeoise. Ses propres livres sont largement traduits, et parmi les traducteurs récents de ses poèmes en anglais, on retrouve les poètes Pierre Joris et Zoë Skoulding.
Actuellement, il dirige au Luxembourg la collection Graphiti (poésie) des éditions PHI et collabore à l’hebdomadaire Le Jeudi. En France, il est membre de l'Académie Mallarmé et du jury du prix Guillaume-Apollinaire. En 2003, il reçoit le Grand Prix d’automne de la Société des gens de lettres, pour l’ensemble de son œuvre, ainsi que le prix Mallarmé. Auparavant, son roman Mrs Haroy ou la mémoire de la baleine, adapté au cinéma en 2010, lui vaut, au Luxembourg, le prix Servais du meilleur livre de l’année, tous genres confondus.
Au Luxembourg, il fonde en 2009 la revue littéraire Transkrit, consacrée à la traduction de la littérature contemporaine. En France, il est à l’origine, avec Jacques Darras et Jean-Yves Reuzeau, de la revue Inuits dans la jungle, dont le premier numéro paraît en juin 2008.

## Prix et distinctions
- 1986 : Prix Rutebeuf de la poésie pour Horizon, vertige et Italie intercalaire
- 1993 : Prix Tony-Bourg pour Ouvert fermé (ex aequo avec Jean Sorrente)
- 1994 : Prix Servais pour Mrs Haroy ou La mémoire de la baleine
- 2003 : Prix de poésie Louis-Montalte de la Société des gens de lettres, 2003 (pour l'ensemble de son œuvre)
- 2003 : Prix Mallarmé pour L'Étrange Langue
- 2011 : Prix Batty-Weber pour l'ensemble de son œuvre
- 2016 : Prix Servais pour L'Architecture des Temps Instables.

## Œuvres

### Romans et poésie
Liste non exhaustive
- Feu et Boue, Paris, éditions Caractères, 1983
- L'Instant des nœuds (Poèmes), Paris, éditions Saint-Germain-des-Prés, 1984
- Méandres, Paris, éditions du Guichet, 1985
- Horizon, vertige & Italie intercalaire, Paris, éditions Arcam, 1986 Prix Rutebeuf de la poésie 1986
- Projets pour un naufrage prémédité, récit, Echternach, éditions Phi, 1987
- Un deux cha cha cha, roman, Echternach, éditions Phi, 1990
- Ex-odes (Poèmes cubains 1987-1990), Echternach, éditions, Phi, 1991
- Mrs Haroy ou la Mémoire de la baleine : chronique d'une immigration, roman autobiographique, Echternach, éditions Phi, 1993 Réédité en 1999. Traduit en allemand, italien et roumain Prix Servais 1994
- Ouvert fermé, poèmes, Echternach, éditions Phi, 1994 Prix Tony-Bourg 1993
- Le Mariage de Pythagore, Luxembourg, Teatro vivace, 1995
- Effaçonner, poèmes, Echternach, éditions Phi, 1996
- Destin destination: une tragédie, Echternach, éditions Phi, 1998
- Point : poèmes, Echternach, éditions Phi, 1999
- Point d'appui, avec des bois gravés de Scanreigh, Eymoutiers, Café des attributions, 1999
- Anthologie luxembourgeoise, poésie, Echternach, éditions Phi / Trois-Rivières, Écrits des Forges, 1999
- Allen Ginsberg. L'autre Amérique, préface de Anne Waldmann, Bordeaux, Le Castor astral, 1999
- La Pluie comme un œil, Moudon, éditions Empreintes, 2001
- Autour de la table, Paris, Le Taillis Pré, 2002
- L'Étrange Langue, poèmes, Châtelineau, Le Taillis Pré, 2002 Prix Mallarmé
- Mourir partout sauf à Differdange, roman, Esch-sur-Alzette, éditions Phi, 2003 Traduit en roumain
- L'Arbre de la disparition, poèmes, avec des dessins de Marek Szczesny et une préface de Lionel Ray, Esch-sur-Alzette, éditions Phi / Trois-Rivières, Écrits des Forges, 2004
- La Cendre des mots : l'origine est passée par là. Poèmes 1989-2005, Trois-Rivières, Écrits des Forges / Bordeaux, Le Castor Astral, 2005
- Le Travail du poumon, Bordeaux, Le Castor Astral, 2007
- Ailleurs - Épisode I : Charleville-Mézières 2008 : une année en poésie, poésie (collectif), Charleville-Mézières, éditions du Musée Rimbaud, 2009
- La Réinvention de l'oubli, Bordeaux, Le Castor Astral, 2010
- Hexaméron. Dernier Jour suivi de Orphée au pays des mortels, Differdange, éditions Phi, 2011
- Après le tremblement, Bordeaux, Le Castor Astral, 2013
- L'Architecture des temps instables, Differdange, éditions Phi, 2015 Prix Servais 2016
- La Tristesse cosmique, Havelange , éditions Phi, 2017
- Jadis je disait, Havelange, éditions Phi, 2021

### Traductions
- Jerome Rothenberg, Un nirvana cruel : Poèmes 1980-2000, traduit depuis l'anglais, éditions PHI, 2002
- Victor Rodríguez Núñez, Une étrange odeur du monde, traduit de l'espagnol, éditions l'Oreille du loup, 2011
- Juan Gelman, L'Amant mondial : Poèmes 1962-1965, traduit de l'espagnol, éditions Caractères, 2012
- Tzveta Sofronieva, La Solitude de l'abeille, traduit de l'allemand, éditions l'Oreille du loup, 2013
- Jerome Rothenberg, Pologne, 1931, traduit depuis l'anglais, éditions Caractères, 2013
- Jovan Zivlak, Le Roi des oies : anthologie poétique, traduit du serbe, éditions l'Oreille du loup, 2014
- Ulrike Draesner, Reste d'hirondelle, traduit de l'allemand, Le Castor Astral, 2014
- Jorge Boccanera, Le Flou des animaux, traduit de l'espagnol, éditions Caractères, 2015
- Elisa Biagini, Depuis une fissure, traduit de l'italien, éditions Cadastre8zéro, 2017
- Juan Arabia ,  L´Océan Avare (traduit par Jean Portante), Al Manar Editions, Neuilly (France), 2018[2]

## Filmographie
- 2016 : Les Poètes sont encore vivants de Xavier Gayant[3]